# Barry Greenstein
Barry Greenstein, född 30 december 1954 i Chicago i Illinois, är en amerikansk professionell pokerspelare.
Han har vunnit tre World Series of Poker och två World Poker Tour.
Greenstein har spelat hem totalt 8 539 163 amerikanska dollar i prispengar fram tills den 15 mars 2023. Stora delar av prispengarna doneras till välgörenhet, vilket har gjort att han har fått smeknamnet The Robin Hood of Poker.
Han har även författat en fackbok.
Greenstein avlade en kandidatexamen i datavetenskap och en examen på avancerad nivå i matematik vid University of Illinois at Urbana-Champaign. Innan han blev professionell pokerspelare, arbetade han för datasäkerhetsföretaget Symantec.
Han är styvfar till Joe Sebok.